# Altana
Altana AG är ett tyskt läkemedels- och kemiföretag, baserat i Hamburg. Altana AG är helägt av BMW-arvtagerskan Susanne Klatten och har en årlig försäljning på över 2,5 miljarder dollar.